# Estación de Bombay Central
La estación de Bombay Central (código de estación: MMCT), oficialmente Mumbai Central, es una importante estación de ferrocarril en la línea occidental, situada en Bombay, Maharashtra, en una zona conocida por el mismo nombre. Diseñado por el arquitecto británico Claude Batley, sirve como una parada importante para trenes locales e interurbanos/expresos con plataformas separadas para ellos. También es una terminal para varios trenes de larga distancia, incluido el Mumbai Rajdhani Express.
Es una de las cinco principales estaciones terminales en Bombay, mientras que otras son CSMT, LTT, Bandra Terminus y Dadar. Los trenes salen de la estación que conecta varios destinos, principalmente en los estados del norte, oeste y noroeste de la India. La estación cambió su nombre de Bombay Central a Mumbai Central en 1997, tras el cambio de nombre de Bombay a Mumbai. En 2018, se aprobó una resolución para cambiar el código de la estación a MMCT, con la implementación en curso.

## Historia
La Bombay, Baroda and Central India Railway extendió su alcance desde Baroda a Pathankot a través de Delhi. La estación de tren Colaba-Ballard Pier demostró ser insuficiente para satisfacer las demandas de una población creciente que llevó al gobierno a hacer planes para la construcción de Bombay Central. La actual ruta suburbana que una vez corrió hasta Colaba fue servida anteriormente por la estación de Bellasis Road. Fue renombrado Bombay Central (local) después de la construcción de la larga distancia Bombay Central Terminus (BCT) en el lado este. El 1 de febrero de 2018, se aprobó una resolución para cambiar el código de la estación de BCT a MMCT.
Cuando la estación se abrió en 1930, The Times of India sugirió que el nombre Bombay Central estaba inspirado en la Terminal Grand Central en la ciudad de Nueva York. El periódico argumentó que la estación debería haberse llamado Kamathipura, después del área en la que se encontraba. El periódico sugirió que el nombre Kamathipura probablemente se descartó, porque el área es una zona roja.